# Diplophos taenia
Espèce
Diplophos taenia est une espèce de poissons de l'infra-classe des téléostéens (Teleostei).